# Felipe Tejera
Felipe Tejera Rodríguez (Caracas, 25 de mayo de 1846-Ib., 10 de julio de 1924), fue un escritor, historiador y crítico literario venezolano. Su obra más importante es la colección de ensayos sobre literatura: Perfiles venezolanos (1881).  
Fueron sus padres Miguel Gerónimo Tejera y Francisca Rodríguez Sanz. Realizó sus primeros estudios en el «Colegio Roscio» y luego en «El Salvador del Mundo», bajo la tutela del escritor Juan Vicente González. En 1868 fundó en Puerto Cabello la hoja periódica El Faro. De regreso en Caracas, se incorporó en 1869 a la Academia de Ciencias Sociales y de Letras. Se dedicó a escribir crónicas costumbristas en La Tribuna Liberal con el seudónimo de «El Rey de Bastos». Es autor de un drama en verso de cuatro actos. Triunfar con la patria (1875).
Su Manual de historia de Venezuela: para el uso de las escuelas y colegios (1875) fue prohibido en 1876, durante el gobierno de Antonio Guzmán Blanco, por criticar la decisión de Simón Bolívar al decretar la Guerra a Muerte. Entre 1883 y 1913 fue profesor de literatura española en la Universidad Central de Venezuela. Las bases de estas clases lo llevaron a publicar su Historia de la literatura española (1909). En 1881 publicó Perfiles Venezolanos, con el cual quiso salvaguardar la memoria de personajes de las ciencias, artes y letras. A pesar de que mantuvo el proyecto de continuarlo en un segundo volumen, las críticas que recibió por parte de otros escritores lo hicieron desistir en la idea.
Fue colaborador de El Cojo Ilustrado y miembro fundador de las academias venezolanas de la Lengua y de la Historia. De esta última fue director desde 1914 hasta su fallecimiento.
La letra del Himno a Bolívar, de la pianista y compositora Teresa Carreño, fue escrita por Tejera. En 1947 apareció publicado su poema épico burlesco «La Hortensiada», en el libro de Crispín Ayala Duarte: Cervantismo venezolano. 

## Obra
Poesía
- 1875: Triunfar con la patria
- 1878: La Colombiada, poema en octavas reales en doce cantos
- 1883: La Boliviada
- 1885: Nocturno indiano
- 1906: Camafeos

Prosa
- 1875: Manual de historia de Venezuela: para el uso de las escuelas y colegios
- 1881: Perfiles venezolanos
- 1895: Historia de Venezuela
- 1902: El símbolo apostólico, estudio histórico-filosófico
- 1903: La expósita, leyenda en prosa
- 1910: Manual de literatura
- 1914: Historia de la literatura española

Biografía
- 1873: Miguel José Sanz
- José Rafael Pacheco
- José Francisco Bermúdez